# Youssef Manwar
Youssef Manwar (* 18. Januar 1952) ist ein ehemaliger tansanischer Hockeyspieler.
Manwar nahm mit der Tansanischen Hockeynationalmannschaft an den Olympischen Spielen 1980 in Moskau teil. Die Mannschaft verlor alle Spiele und belegte den sechsten und letzten Rang. Manwar schoss zwei der vier Tore der Mannschaft.